# Fedés (topológia)
A matematikában egy {\displaystyle X} halmaz fedésének olyan halmazrendszert nevezünk, amely elemeinek az egyesítése részhalmazként tartalmazza {\displaystyle X}-et. Formalizálva legyen
{\displaystyle C=\lbrace U_{\alpha }:\alpha \in A\rbrace }
az {\displaystyle U_{\alpha }} halmazokból álló indexelt halmazrendszer. Azt mondjuk, hogy {\displaystyle C} az {\displaystyle X} halmaz fedése, ha
{\displaystyle X\subseteq \bigcup _{\alpha \in A}U_{\alpha }.}

## Fedés a topológiában
Speciálisan, ha X egy Y topologikus tér valamely részhalmaza (X=Y-t is megengedve), akkor a {\displaystyle C=\lbrace U_{\alpha }:\alpha \in A\rbrace } fedésében szereplő {\displaystyle U_{\alpha }} halmazokról is megköveteljük, hogy Y részhalmazai legyenek. Az X topologikus tér C fedésének olyan részhalmazait, amelyek szintén X fedései C részfedéseinek nevezzük. Ha C elemei mind nyílt halmazok, akkor C-t nyílt fedésnek nevezzük.